# پیل‌ماهی پیتر
پیل‌ماهی پیتر (نام علمی: Gnathonemus petersii) نام یک گونه از تیره پیل‌ماهیان است.